# سد بیده
سد بیده (به عربی: سد بیدة) یک منطقهٔ مسکونی در عربستان سعودی است که در الباحه واقع شده‌است.